# Marie Corelli

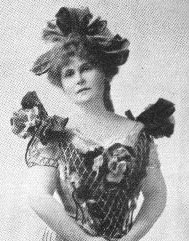
Marie Corelli

Marie Corelli född Mary Mackay 1 maj 1855 i London, död 21 april 1924 i Stratford-on-Avon, Warwickshire, England, var en brittisk författare.
Corelli var av blandad italiensk och högskotsk börd. Hon vann redan med sin första roman, A romance of two worlds (1886, Två verldar) stor popularitet, som ytterligare ökades med Thelma (1887). Mellan 1889 och 1922 utkom 26 av hennes romaner på svenska, flertalet i översättning av Emilie Kullman.
Hennes romaner uppfattades av kritikerkåren som stilistiskt undermåliga, men blev alla mycket populära med sin romantiska stämning.

## Böcker på svenska (urval)
- Vendetta! (översättning Fanny Lindahl, Envall & Kull, 1889)
- Två verldar (A romance of two worlds) (översättning Emilie Kullman, Skoglund, 1889)
- Thelma (Thelma) (översättning Emilie Kullman, 1889)
- Lilith: mytisk roman (översättning Emilie Kullman, 1892)
- Prins Lucio (The sorrows of Satan) (översättning Emilie Kullman, Skoglund, 1896)
- Absint: ett drama från Paris (översättning Mauritz Sterner, Nykterhetsförlaget, 1906)
- Två världar (A romance of two worlds) (översättning Hugo Hultenberg, Nordiska förlaget, 1911)
- Ziska: en fördärvad själs problem (översättning E. Nisbeth, B. Wahlström, 1912)
- Den mäktige atomen (översättning Ernst Grafström, B. Wahlström, 1914)
- En bedragen kvinna (översättning Styrbjörn Melander, Åhlén & Åkerlund, 1919)
- Gudsmannen (översättning Kerstin Wenström, B. Wahlström, 1931)
- Den gröna demonen: ett Parisdrama (översättning Oscar Nachman, B. Wahlström, 1931)